# The Lizzie McGuire Movie
The Lizzie McGuire Movie is een Amerikaanse film uit 2003 onder regie van Jim Fall.
De film werd uitgebracht op 2 mei 2003 door Walt Disney Pictures; opnamen vonden plaats in 2002. De film volgt de hoofdpersoon Lizzie (gespeeld door Hilary Duff) tijdens een reis naar Rome.
De film ontving wisselende kritieken, maar behaalde de tweede plaats in de filmlijsten in de Verenigde Staten.

## Verhaal
Lizzie McGuire is terug. Ze krijgt haar schooldiploma en gaat met de klas naar Rome, Italië. Hier blijkt ze op de beroemde Isabella te lijken. Isabella is echter op een ver eiland terwijl ze de Music Video Awards moet presenteren. Gelukkig treft Paolo, de andere zanger, Lizzie en weet haar ervan te overtuigen Isabella te vervangen. Ze moet dan ook de plaats van Isabella innemen als ze een prijs gaan uitreiken. Zodra Lizzie te weten komt dat ze er ook moet zingen, leert Paolo haar alle kneepjes van het vak, waaronder dansen en lachen voor het publiek. Isabella komt echter vroeger terug dan verwacht en wil graag weten wie de andere 'Isabella' is. Paolo heeft Lizzie ook toevertrouwd dat Isabella een probleem heeft met zingen, maar dat blijkt niet zo te zijn.

## Rolverdeling
| Acteur           | Personage                       |
| ---------------- | ------------------------------- |
| Hilary Duff      | Lizzie McGuire/Isabella Parichi |
| Adam Lamberg     | David Zephyr "Gordo" Gordon     |
| Yani Gellman     | Paolo Valisari                  |
| Alex Borstein    | Miss Ungermeyer                 |
| Ashlie Brillault | Kate Sanders                    |
| Robert Carradine | Sam McGuire                     |
| Hallie Todd      | Jo McGuire                      |
| Jake Thomas      | Matt McGuire                    |
| Clayton Snyder   | Ethan Craft                     |
| Brendan Kelly    | Sergei                          |
| Carly Schroeder  | Melina Bianco                   |
| Jody Racicot     | Giorgio                         |